# Rozsdafarkú
A rozsdafarkú (Phoenicurus) a madarak osztályának verébalakúak (Passeriformes) rendjébe és a légykapófélék (Muscicapidae) családjába tartozó nem.
Magyarországon előforduló képviselői a  házi rozsdafarkú (Phoenicurus ochrorus) és a kerti rozsdafarkú (Phoenicurus phoenicurus). Ezeket a Magyar Madártani és Természetvédelmi Egyesület 2004-ben „Az év madaraivá” választotta.

## Rendszerezésük
A nemet Thomas Ignatius Maria Forster angol természettudós írta le 1817-ben, az alábbi fajok tartoznak ide:
- alaschani rozsdafarkú (Phoenicurus alaschanicus)
- vöröshátú rozsdafarkú (Phoenicurus erythronotus)
- kékhomlokú rozsdafarkú (Phoenicurus frontalis)
- kékfejű rozsdafarkú (Phoenicurus coeruleocephala)
- csillagos rozsdafarkú (Phoenicurus schisticeps)
- fehérsapkás rozsdafarkú (Phoenicurus leucocephalus[1] vagy Chaimarrornis leucocephalus)[2]
- tonkini vízirozsdafarkú (Phoenicurus fuliginosus[1] vagy Rhyacornis fuliginosa)[2]
- luzoni vízirozsdafarkú (Phoenicurus bicolor[1] vagy Rhyacornis bicolor)[2]
- házi rozsdafarkú (Phoenicurus ochruros)
- kerti rozsdafarkú (Phoenicurus phoenicurus)
- gyémántrozsdafarkú (Phoenicurus moussieri)
- tükrös rozsdafarkú (Phoenicurus auroreus)
- óriás-rozsdafarkú (Phoenicurus erythrogastrus)
- mezei rozsdafarkú (Phoenicurus hodgsoni)

## Előfordulásuk
Európa és Ázsia területén, valamint Észak-Afrikában honosak. Természetes élőhelyeik a szubtrópusi, trópusi és mérsékelt égövi erdők, füves puszták és cserjések.

## Megjelenése
Testhossza 12-19 centiméter közötti.

## Életmódjuk
Főleg gerinctelenekkel táplálkoznak, de esetenként bogyókat és magvakat is fogyasztanak.